# با سلسله حکمت
با سلسلهٔ حکمت نام یک مجموعهٔ تلویزیونی ایرانی به کارگردانی «اکبر خواجویی»، «سیروس مقدم» و «مرتضی جعفری» است که طی سال‌های ۱۳۶۸-۱۳۶۶ تهیه و از شبکه ۱ سیمای جمهوری اسلامی ایران پخش گردید.

## خلاصه داستان
این مجموعهٔ نمایشی، بر اساس ادبیات کهن پارسی شکل گرفته بود و هر بخش از آن، داستان مستقلی داشت که برخی از آنان به شرح زیر است:
که یاران فراموش کردند...  حکایت سه یار صمیمی است که پس از یافتن گنج، دچار آز و طمع شده و برای تصاحب آن گنج، در اندیشهٔ کشتن آن دیگری هستند و در انتها هر سه نفرشان، با توطئه یکدیگر کشته می‌شوند.
مردی در غفلت داستان مردی فقیر است که با قرض گرفتن پول، قصد تجارت دارد، اما در راه سفر دچار حملهٔ راهزنان می‌شود و اموالش را از دست می‌دهد و در این بین، مرد چوپانی به او کمک می‌کند تا راهی آسان‌تر برای گذرانِ زندگی انتخاب کند.
مار بر اساس یکی از داستان‌های مثنوی معنوی ساخته شده و ماجرای مردی مارگیر است که به اتفاق سه پسر، قصد گرفتن ماری را دارند. در این کشاکش، او و دو پسرش با نیش مار کشته می‌شوند اما پسر سوم موفق می‌شود و...

## بازیگران و عوامل تولید

### بازیگران
- جمشید مشایخی
- مهدی فتحی
- فرزانه کابلی
- شهلا میربختیار
- بهزاد فراهانی
- پرویز پورحسینی
- رضا کرم‌رضایی
- منوچهر حامدی
- جهانگیر الماسی
- سیروس گرجستانی
- اکبر عبدی
- حسین خانی‌بیک
- عطاءالله زاهد
- سیامک اطلسی
- اکبر سنگی

### عوامل تولید
- کارگردانان: اکبر خواجویی، سیروس مقدم، مرتضی جعفری
- فیلمنامه: اکبر خواجویی، سیروس مقدم، جمشید ملک‌پور، احمد حقیقت کاشانی، محمدمسعود شکوری
- تصویرداران: بهرام بدخشانی، مهدی شکیبا، رضا رضی
- تدوین: منوچهر اولیایی، مهناز زرندی
- تهیه‌کنندگان: عباس خدادادی، فرامرز رضاپور، حجت‌قلی رضاپور
- فرمت تصویر: ویدئویی
- مدت زمان هر قسمت: ۶۰-۵۰ دقیقه
- محصول: گروه فیلم و سریال و تئاتر شبکه ۱ سیمای جمهوری اسلامی ایران
- سال تولید و پخش: ۱۳۶۸-۱۳۶۶